# Det svenska tevepriset
Det svenska tevepriset (Der Schwedische Fernsehpreis) ist eine Stiftung des schwedischen Fernsehens mit Sitz in Stockholm. Die Stiftung vergibt den Fernsehpreis Kristallen.
Die Stiftung wurde durch die Sender SVT, TV3, TV4 und Kanal 5 gegründet. Vorsitzende ist die Programmdirektorin Annie Wegelius, die seit März 2007 beim Sender SVT für Unterhaltungs-, Drama-, Kultur- und Kinderprogramme zuständig ist. Das restliche Komitee besteht aus zehn weiteren Branchenexperten des Fernsehens.